# Mazaz
Mazaz era un districte de la província armènia de l'Airarat, situat a l'extrem nord-est, a la regió del Llac Sevan. La capital s'anomenava Portak.
Limitava, a l'est amb el llac Sevan; al nord i a l'oest amb el Varaznuniq; i al sud amb el Kotaiq. Els Adahuní n'eren els nakharark (governants)